# Lontar vějířovitý

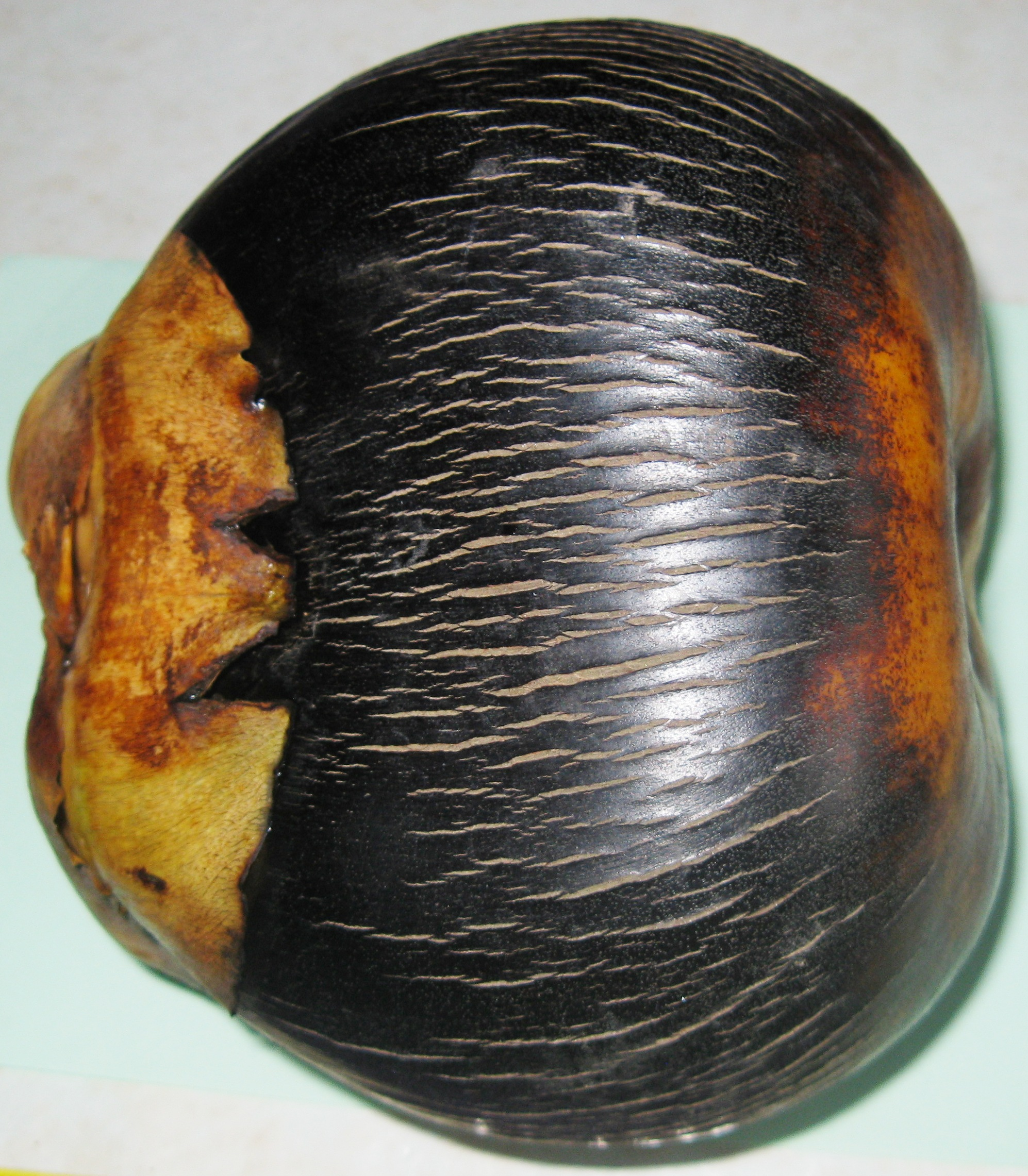
palmyrová palma ovoce

Lontar vějířovitý (Borassus flabellifer; lontarová palma, cukrová palma, palmýrová palma, lontara) je palma z čeledi arekovitých pocházející z Indie, Malajsie a Indonésie.

## Popis
Lontar je středně silná palma dorůstající výšky 30, někdy i 35 metrů. Kmen má 25 – 50 cm v průměru. Listy jsou zpeřené, dlouhé 1,5 až 3 metry.

## Areál rozšíření
Lontar je původem v Indii, Malajsii a Indonésii, ale pěstuje se v celé tropické Asii, Oceánii a tropické Africe. Jednoznačně nepůvodní je v Austrálii.
Na určitých lokalitách mohou převažovat nebo být výhradně pěstovány jednotlivé odrůdy (podle anglické Wikipedie)
- Borassus aethiopium – africká palmyrová palma (a pod dalšími jmény; tropická Afrika)
- Borassus akeassii – ake-assijská palmyrová palma (západní Afrika)
- Borassus flabellifer – asijská palmyrová palma (a pod dalšími jmény; jižní Asie a jihovýchodní Asie)
- Borassus heineanus – novoguinejská palmyrová palma (Nová Guinea)
- Borassus madagascariensis – madagaskarská palmyrová palma (Madagaskar)
- Borassus sambiranensis – sambiranská palmyrová palma (Madagaskar)

## Stanoviště
Lontar je pěstován jako zemědělská rostlina na lehkých půdách ve vlhkých oblastech, často v blízkosti obydlí svého majitele.

## Využití

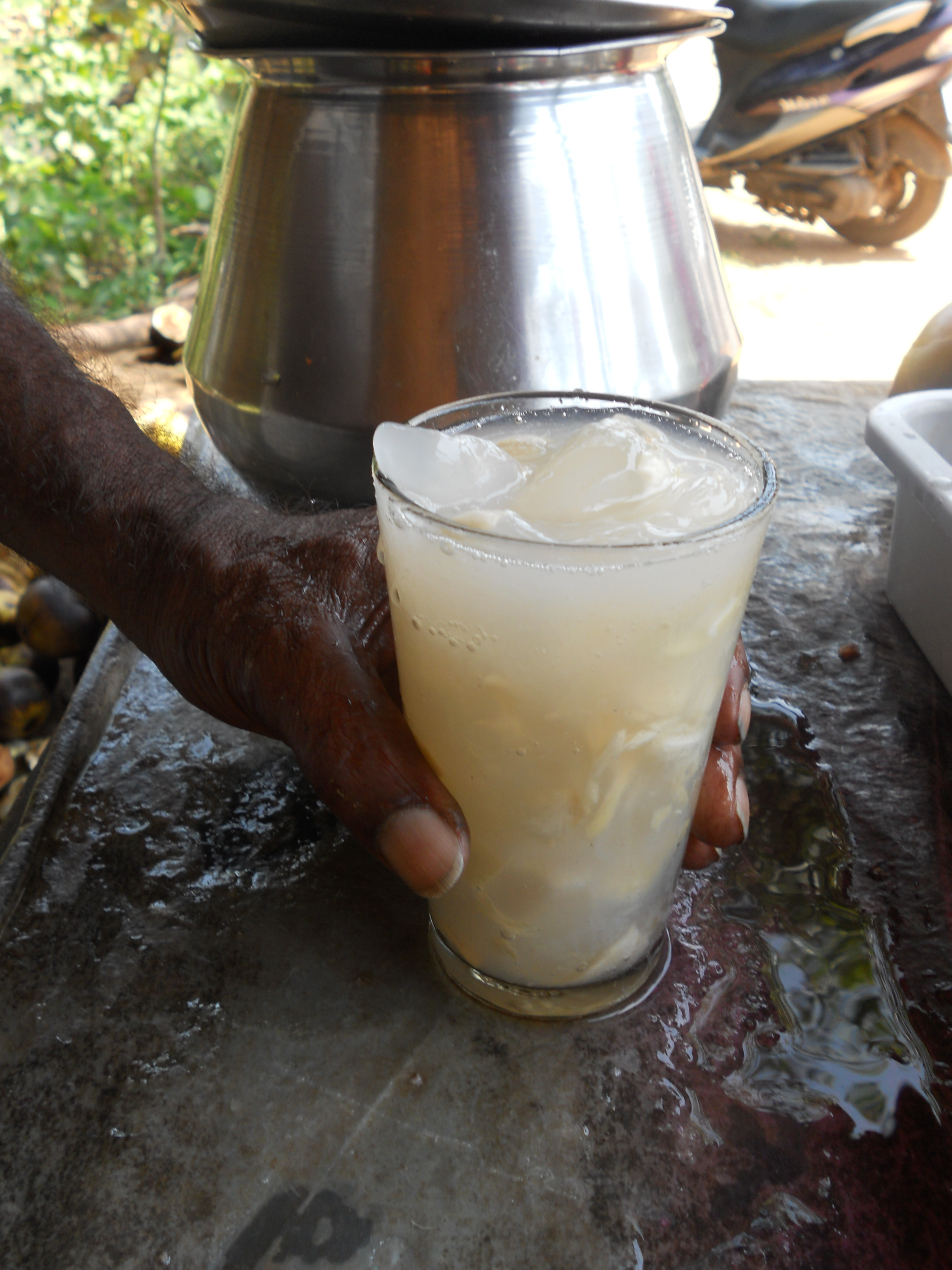
Šerbet z nezralých plodů palmy

Lontarová palma je pro mnoho obyvatel tropů stejně důležitá jako palma datlová; je to "strom - matka", poskytovatel "nektaru pro člověka", který slouží jako zdroj výživné šťávy obyvatelům mnoha tropických zemí. Poskytuje cukernatou mízu („nirah“), která prýští z nařezaných stonků. Tato šťáva je mírně mléčně zakalená a má sladkou chuť. Z této šťávy se dělá cukr, zkvašením palmové víno a destilací palmového kvasu pálenka arak. Šťáva je výživná a pro zdejší obyvatele představuje základ výživy. Obsahem sacharidů a dalších živin má nektar hodnotu, díky které poskytuje člověku po celý den potřebnou energii a výživu. Člověk může dlouhou dobu bez problémů existovat jen pitím této šťávy – bez dalších potravin. Šťáva je také svařovaná na trvanlivější sirup, který si domorodí obyvatelé v indonéském Sabu berou s sebou tradičně do práce jako svačinu. Doušek sirupu pak zapíjejí čistou vodou. Jeden strom dá až 700 litrů nektaru ročně. Jedna rodina tedy vystačí s 3 až 4 stromy. Průmyslově se dnes ze šťávy a sirupu, ale i z aromatické dřeně plodů lontaru dělá limonáda. Domorodci si pochutnají i na výhoncích vzklíčených semen. Káceny jsou jen staré stromy, které již nejsou dostatečně plodné. Lontar slouží jako zdroj dřeva, "větví" a listí. Palma je údajně využívána na 801 způsobů. Výroba košíků, střech příbytků, cigár z listí, stavba stěn a plotů z větví (ve skutečnosti jde o dřevnaté řapíky listů), výroba hudebních nástrojů, lodí, rukojetí nožů, nářadí a příbytků ze dřeva. Před vynálezem papíru byly proužky z listů používány pro psaní . Zralé plody jsou jedlé a na spadaných plodech se pasou vepři.
„Životadárnou moc těchto stromů poznal na vlastní kůži i mořeplavec Thomas Cook, který zde přistál po dlouhé cestě z Francouzské Polynésie, aby doplnil zásoby. K jeho velkému překvapení nakonec zachránilo posádce lodi život několik sudů naplněných právě palmovou šťávou. Cook byl prvním Evropanem, který přinesl o životě na Sabu seriózní informace, a i když od jeho návštěvy uplynulo takřka 350 let, lidé zde dodnes používají stejné postupy sklizně a zpracování lontaru, jaké popsal ve svých zápiscích, včetně výroby cigár kořeněných hřebíčkem.“ 
Také další cukrová palma arenga cukrodárná (Arenga pinnata, syn. Arenga saccharifera, Gomutus sacchariferus, Saguerus Rumphii; gomut), vínová palma (Raphia vinifera) a karyota žahavá (Caryota urens) poskytují cukernatou šťávu, která vytéká z naříznutých stonků, podobně jako u lontaru vějířovitého, a má také podobné využití. Také palma olejná (Elaeis guineensis a Elaeis oleifera) dává cukernatou mízu podobné kvality.

## Ekologie
Ekologická výhoda získávání obživy ze stromů určitého druhu pěstovaných jednotlivě nebo v malých skupinkách mezi původní vegetací a v okolí lidských sídel spočívá zejména v tom, že půda není narušována každoroční opakovanou orbou, že se lze obejít i bez chemizace a v okolí stromů může existovat původní nebo odlišná, ale relativně pestrá flóra a fauna. Je třeba tyto způsoby obživy preferovat. Naopak pěstování palem na plantážích, kdy je mýcena původní vegetace a palma je pěstovaná jako monokultura, působí značné ekologické škody. (Viz Palma olejná.)